# Haematopus
Haematopus Linnaeus, 1758 è un genere di uccelli caradriiformi, unico genere della famiglia Haematopodidae.
Abitano le coste di tutto il mondo, tranne le regioni polari e alcune zone tropicali di Africa e Asia sudorientale. Fanno eccezione due specie (Haematopus finschi e Haematopus ostralegus) le quali nidificano nell'entroterra.

## Descrizione
Sono uccelli di medio-grandi dimensioni, rumorosi e appariscenti, con forti e lunghi becchi rossi o arancioni; il piumaggio varia da tutto nero, a nero-bruno o nero nella parte superiore del corpo e bianco in quella inferiore, con l'eccezione di Haematopus unicolor che può avere il piumaggio nero o macchiettato; hanno zampe robuste che variano in colorazione dal grigio-verde al rosso. Presentano un leggero dimorfismo sessuale: le femmine sono più pesanti e hanno becchi più lunghi dei maschi.
La dieta varia a seconda della zona in cui vivono e della forma del becco. Le specie che vivono in vicinanza di estuari si cibano principalmente di gasteropodi, bivalvi e vermi policheti, mentre quelle che vivono sulle coste rocciose di gasteropodi, mitili, patelle e chitoni. Becchi lunghi e robusti permettono loro di spaccare o forzare le conchiglie dei molluschi, le specie invece con becchi più corti e appuntiti sono specializzati nella cattura degli anellidi. Possono nutrirsi anche di granchi, echinodermi e pesci. Le specie dell'entroterra mangiano vermi e larve di insetti.
Sono uccelli solitamente monogami, sebbene siano stati riportati casi di poligamia tra Himantopus ostralegus. Le coppie sono molto unite e sono molto fedeli al sito in cui hanno costruito il nido per la prima volta, possono tornare nello stesso luogo anche per venti anni. Durante il periodo riproduttivo, che avviene una volta all'anno nei mesi estivi, diventano molto territoriali. Il nido è una piccola fossa nel terreno che può essere rinforzata, generalmente piazzata in un punto con una buona visibilità. La femmina depone da una a quattro uova, in media tre per le specie dell'emisfero boreale e due per quelle dell'emisfero australe. Il periodo d'incubazione e di 24-39 giorni, durante i quali la femmina si occupa maggiormente della cova, mentre il maschio difende il territorio.

## Tassonomia
Il genere comprende le seguenti specie:
- Haematopus leucopodus Garnot, 1826 - beccaccia di mare di Magellano
- Haematopus ater Vieillot, 1825 - beccaccia di mare del Sudamerica
- Haematopus bachmani Audubon, 1838 - beccaccia di mare nera del Nordamerica
- Haematopus palliatus Temminck, 1820 - beccaccia di mare americana
- Haematopus meadewaldoi † Bannerman, 1913 - beccaccia di mare delle Isole Canarie
- Haematopus moquini Bonaparte, 1856 - beccaccia di mare africana
- Haematopus ostralegus Linnaeus, 1758 - beccaccia di mare
- Haematopus finschi G.H.Martens, 1897 - beccaccia di mare di South Island
- Haematopus longirostris Vieillot, 1817 - beccaccia di mare orientale
- Haematopus unicolor J.R.Forster, 1844 - beccaccia di mare variabile
- Haematopus chathamensis Hartert, 1927 - beccaccia di mare dell'Isola di Chatham
- Haematopus fuliginosus Gould, 1845 - beccaccia di mare fuligginosa